# Вітко Артем Леонідович
Артем Леонідович Вітко (нар. 31 січня 1983, Прага, Чехословаччина) — командир добровольчого батальйону МВС України «Луганськ-1», народний депутат України 8-го скликання.

## Біографія
Народився в родині військовослужбовця. Закінчив Харківський військовий університет. Служив у Збройних силах України, звідки звільнився в запас у зв'язку із скороченню штатів. Має звання капітана.
Працював у Державному агентстві земельних ресурсів України.
У період 2010 по 2013 рік навчався у Dublin business school 
У квітні 2014 року очолив Луганський обласний штаб «Руху опору», неполітичного громадського руху створеного для захисту України за ініціативою Юлії Тимошенко. 21 квітня новостворену організацію презентували в обласному штабі ВО «Батьківщина» на прес-конференції, в якій взяли участь керівник луганського штабу «Руху опору» Артем Вітко та його заступник Юрій Нечитайлов. Після того, як ГУ МВС України у Луганській області після вказівки Голови МВС Арсена Авакова розпочало у тому ж місяці у співпраці з луганським штабом «Руху опору» формувати три добровольчі батальйони МВС — «Тимур», «Стаханов» і «Луганськ», — був призначений заступником командира БПСМОП «Луганськ». Зволікання керівництва Луганського ГУ МВС із озброєнням добровольців привело до розгрому започаткованих підрозділів. Тоді луганські патріоти передислокувалися до Дніпропетровщини, де було завершено формування батальйону, — як «Луганськ-1» у структурі ГУ МВС України у Дніпропетровській області. Особовий склад підрозділу в той час складався на 80 % із луганчан. Комбатом «Луганська-1» було призначено Андрія Левка. Насправді це був Артем Вітко, який до обрання народним депутатом носив на людях балаклаву і використовував цей позивний, щоб забезпечити безпеку своїх друзів, рідних та близьких на Луганщині.
На чолі батальйону патрульної служби міліції особливого призначення «Луганськ-1» взяв участь в Антитерористичній операції на Донбасі. Особисто звільняв Лисичанськ, Рубіжне, Сєвєродонецьк, з батальйоном дійшов до передмість Луганська; із РПГ-7 підбив БМД 76-ї Псковської десантної дивізії.
У 2017 р. закінчив Національний університет оборони України та здобув освітньо-кваліфікаційний рівень «магістр військового управління»[джерело?].

## Політична діяльність
Був включений до виборчого списку Радикальної партія Олега Ляшка під № 7 в загальнодержавному багатомандатному виборчому окрузі на дострокових виборах до Верховної Ради 2014. У декларації про доходи у 2013 році зазначив особистий дохід у розмірі 42 тис. 500 гривень. Обраний народним депутатом України.
18 вересня 2015-го відмовився виходити із коаліції.  

## Сімейний стан
Неодружений

## Цікаві факти
- 26 січня 2015 року у Страсбурзі перед початком сесії ПАРЄ Вітко і Дмитро Лінько облили символічною українською «кров'ю» головного комуніста Росії Зюганова, а потім, ще й трохи його пом'яли на прощання; присутня при цьому французька поліція дипломатично не втручалася[18].